# Asesinato de Eastbourne
El asesinato de Eastbourne fue un caso legal que tuvo lugar en 1860 en Eastbourne, Inglaterra, relacionado con la muerte de Reginald Cancellor quien tenía 15 años de edad (algunas fuentes citan su nombre como Chancellor. y su edad como 13 o 14) a manos de su maestro, Thomas Hopley. Hopley utilizó castigos corporales con la intención declarada de quebrar la testarudez que percibía de parte de Cancellor, pero terminó matando al niño a golpes.
Una investigación sobre la muerte de Cancellor comenzó cuando su hermano solicitó una autopsia. Como resultado de dicha investigación Hopley fue arrestado y acusado de asesinato. En el juicio se lo encontró culpable y fue sentenciado a cuatro años de prisión, a pesar de que insistió en que sus acciones eran justificables y que no era culpable de ningún crimen. El juicio fue muy difundido por la prensa sensacionalista victoriana y se produjo un debate sobre el castigo corporal en las escuelas. Luego que Hopley fue liberado y se divorció, desapareció de la esfera pública. El caso se convirtió en un importante precedente legal en el Reino Unido en discusiones sobre castigo corporal en las escuelas y los límites razonables a la disciplina.